# Kościół Trójcy Przenajświętszej w Pabianicach
Kościół parafialny pod wezwaniem Trójcy Przenajświętszej w Pabianicach – rzymskokatolicka świątynia wzniesiona w pabianickiej dzielnicy Bugaj, przy ulicy Popławskiej 22. Stanowi ona wotum wdzięczności mieszkańców Pabianic za Jubileusz Roku 2000.

## Historia
Kamień węgielny przyszłego kościoła poświęcił w Rzymie papież Jan Paweł II w 2001 r. Budowa gmachu świątyni rozpoczęła się 29 kwietnia 2002 i trwała 5 lat. 21 października 2007 wmurowania aktu erekcyjnego i poświęcenia murów kościoła dokonał metropolita łódzki abp Władysław Ziółek. Pierwsza msza święta w nowym kościele została odprawiona 25 grudnia 2006. Kościół został konsekrowany 22 października 2023 przez arcybiskupa Władysława Ziółka. 

## Wnętrze

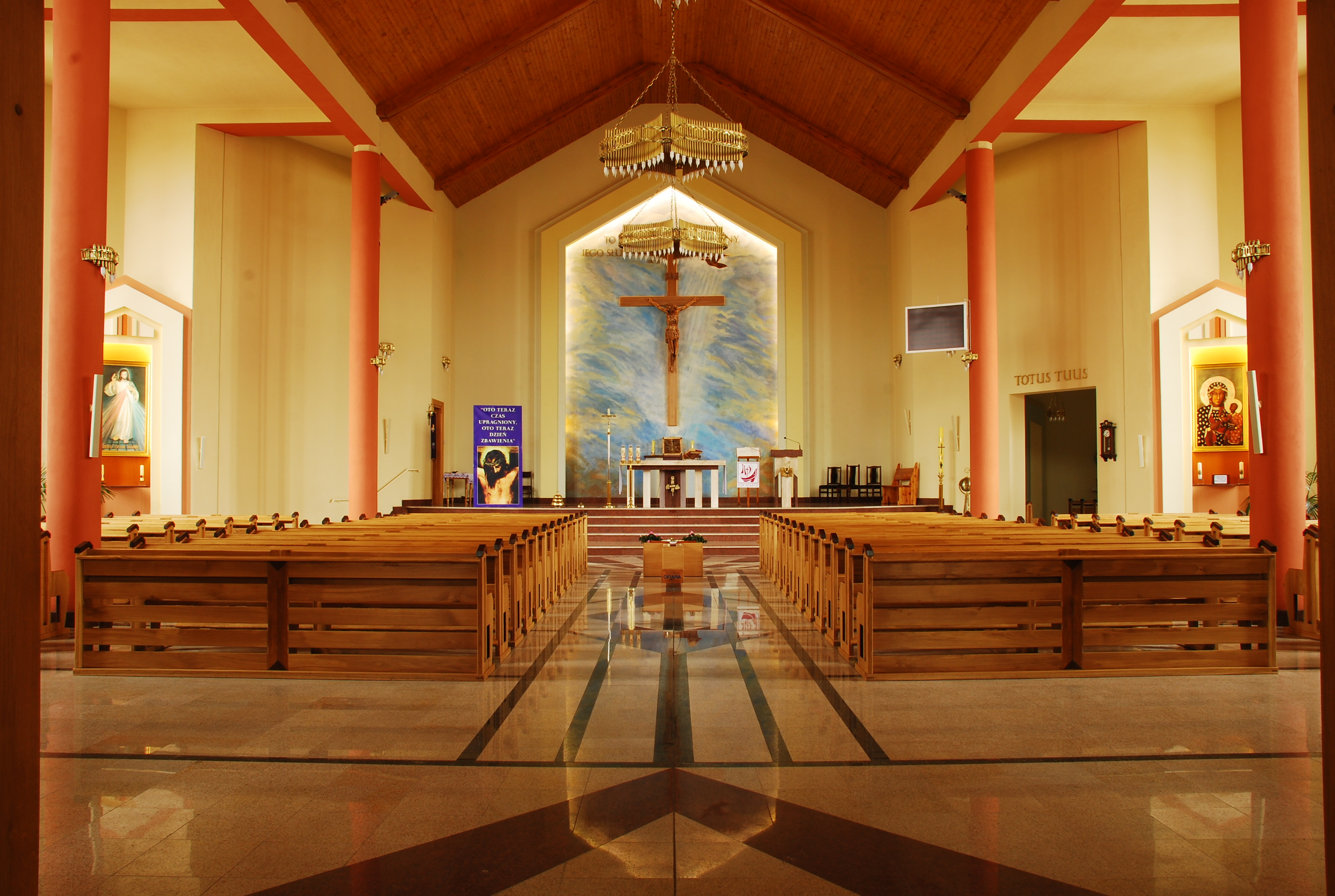
Wnętrze kościoła

Wnętrze ma 33,5 m długości oraz 25,8 m szerokości i jest w stanie pomieścić około 800 osób. Ołtarz główny, autorstwa Grażyny Zapędowskiej, przedstawia alegorię Trójcy Świętej - Chrystus na krzyżu, nad którym znajduje się Duch Święty w postaci gołębicy oraz słowa Boga Ojca "To jest mój Syn umiłowany, Jego słuchajcie". Granitowy stół ołtarzowy zawiera symbole eucharystyczne - chleb, kłosy zboża i winogrono. Na ambonce znajdują się symbole Słowa Bożego - otwarta księga Pisma Świętego, a nad nią płomienie wyrażające Ducha Świętego. Wszystkie te detale wykonane są z mosiądzu. 

Ołtarze boczne poświęcone są Matce Bożej Częstochowskiej i Miłosierdziu Bożemu, a w bocznej kaplicy Totus Tuus - błogosławionemu Janowi Pawłowi II. Wyposażenie wnętrza stanowią również dębowe ławy, 4 konfesjonały, stacje drogi krzyżowej (olej na płótnie) oraz 32-głosowe organy piszczałkowe. Posadzka wykonana jest z granitu.